# Convexidad

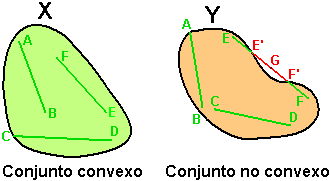
Definición de convexidad

La convexidad (del latín convexĭtas, -ātis) de una curva o una superficie, es la zona que se asemeja al exterior de una circunferencia o una superficie esférica, es decir, que tiene su parte sobresaliente dirigida al observador. Es el concepto opuesto a la concavidad. 
Una parte {\displaystyle C} de un espacio vectorial real es convexa si para cada par de puntos de C, el segmento que los une está totalmente incluido en C; es decir, un conjunto es convexo si se puede ir de cualquier punto a cualquier otro en línea recta, sin salir del mismo.

### Definición
Un conjunto {\displaystyle C\subset R^{n}}es convexo si  para todo {\displaystyle a,b\in C}:
el segmento {\displaystyle [ab]\subset C}.
Con otra expresión, {\displaystyle \forall t\in [0,1]}:
{\displaystyle (1-t)a+tb\in C}
Nótese que en esta fórmula, la suma de los coeficientes {\displaystyle (1-t)} y {\displaystyle t} es {\displaystyle 1}, por lo tanto el punto así definido no depende del origen del sistema de coordenadas. 
En un conjunto no convexo cada segmento que muestra la no convexidad tiene forzosamente que atravesar por lo menos dos veces (en E´y F´) el borde o la frontera del conjunto {\displaystyle C}, {\displaystyle \partial C}, definida como 
{\displaystyle \partial C\equiv {\overline {C}}-C^{\circ }}
donde {\displaystyle C^{\circ }} es definido como el interior de {\displaystyle C}. Por tanto la convexidad depende esencialmente de la forma del borde del conjunto, y la definición equivale a 
{\displaystyle \forall a\in \partial C,\,\,\exists \ell {\text{ s.t. }}\forall b\in C,\,\langle b-a,\ell \rangle \leq 0}
donde {\displaystyle \langle a,b\rangle \in \mathbb {R} } denota el producto escalar usual en {\displaystyle \mathbb {R} ^{n}} entre {\displaystyle a} y {\displaystyle b}. Intuitivamente, esto dice que, por cada punto en el borde del conjunto {\displaystyle C} (ósea, cada punto {\displaystyle a\in \partial C}) existe un vector {\displaystyle \ell } que divide el plano entero, y que cada punto {\displaystyle b\in C} existe solamente en el hiperplano con ángulo que subtiende a ese vector trasladado por {\displaystyle a}.

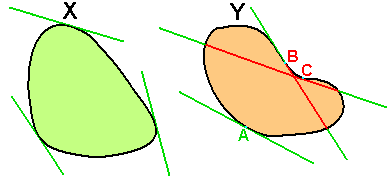
Convexidad por tangentes.

En el caso de una frontera diferenciable (sin puntos angulosos) se pueden considerar sus tangentes (ya que existe un único vector normal a la superficie), y resulta bastante intuitivo que los convexos se caracterizan por hallarse enteramente del mismo lado de cada tangente; es decir que las tangentes nunca atraviesan C (como en el punto A de la figura). Esta propiedad sigue cierta en presencia de puntos angulosos, como en el caso de los polígonos convexos.
Se establece la equivalencia de estas dos caracterizaciones considerando que una tangente (en A por ejemplo) es la posición límite de las cuerdas [AA'] con A' acercándose indefinidamente de A, en el borde de C. El segmento [AA´] está en C mientras que el esto de la recta (AA') está fuera (por el absurdo: si se encuentra un punto B de C en la recta (AA´), fuera de [AA'], entonces el segmento [AB], exterior a C, contradice su convexidad).

## Envoltura convexa de un conjunto

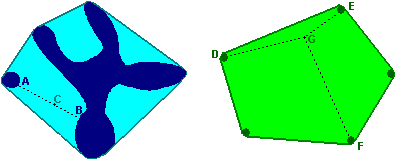
Envolturas convexas de dos conjuntos.

Se llama envolvente convexa de un conjunto dado C al menor (por inclusión) conjunto convexo que contiene a C (es fácil ver que siempre existe). En la figura, la envoltura convexa de la forma azul oscuro es todo el dominio azul (es decir la unión del conjunto original azul oscuro con el dominio azul claro), y la envoltura convexa de los cinco puntos verde oscuro es el polígono verde claro (incluyendo los puntos, por supuesto). En particular, se define
{\displaystyle {\textbf {conv}}(C)=\{tx+(1-t)y\,\,|\,\,x,y\in C,\,t\in [0;1]\}}
y, como previamente dicho, se nota que, si {\displaystyle C\subseteq P}, y {\displaystyle P} es un conjunto convexo, entonces {\displaystyle C\subseteq {\textbf {conv}}(C)\subseteq P}.
Se establece con facilidad que la envoltura convexa es el conjunto de todos los baricentros positivos (es decir con coeficientes todos positivos) de los puntos del conjunto inicial.
En la figura, C es un baricentro positivo de A y B porque está en el segmento [AB], y G es otro tanto de D,E y F, porque se encuentra en el triángulo DEF.

## Función convexa

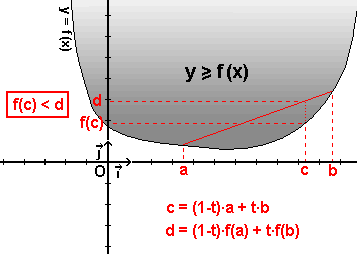
Función convexa cualquiera.

Se dice que una función real, definida sobre un intervalo es convexa si el dominio del plano situado por encima de su curva (en gris en la figura) lo es. Sin sorpresa, las consideraciones anteriores se aplican: Solo importa la frontera del dominio, es decir la curva de ecuación {\displaystyle y=f(x)}. La convexidad se expresa así: Para cualquier par {\displaystyle (x,x')} en el intervalo {\displaystyle I}, y cualquier

{\displaystyle t\in [0;1]}
{\displaystyle f(tx+(1-t)x')\leq tf(x)+(1-t)f(x')}

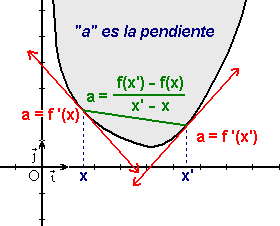
Desigualdad de la convexidad.

Ejemplos: la hipérbola y = {\displaystyle 1/x} (con x > 0), las parábolas y = ax2 + bx + c, con a > 0 y x real variable, y la función exponencial y = ex. Si la función f es derivable entonces la convexidad equivale a la condición siguiente:

{\displaystyle f'(x)\leq {\frac {f(x')-f(x)}{x'-x}}\leq f'(x')}

que significa que la pendiente de la cuerda entre dos puntos x y x' está contenida entre los valores extremos de la derivada. Esto equivale al que la derivada sea creciente, en todo el dominio de f . Si f es dos veces derivable, lo anterior significa que la derivada segunda es positiva: f"(x) ≥ 0. 
Es fácil verificar que los tres ejemplos anteriores son convexos:

{\displaystyle \left({\frac {1}{x}}\right)^{\prime \prime }={\frac {2}{x^{3}}}}

positivo cuando x > 0; (ax2 + bx + c)" = 2a > 0; y (ex)" = ex, siempre positivo.

Equivalentemente, la convexidad de una función puede ser establecida usando lo previamente establecido. Definimos un conjunto 

{\displaystyle {\textbf {epi}}\,f=\{(x,t)\in \mathbb {R} ^{n+1}\,\vert \,f(x)\leq t\}}

llamado el epigrafo de la función {\displaystyle f:\mathbb {R} ^{n}\to \mathbb {R} }. En este caso, una función es convexa solamente si su epigrafo es un conjunto convexo.

## Diferencias entre convexidad y concavidad
La concavidad y la convexidad son definiciones arbitrarias y opuestas. En particular, una función {\displaystyle f} es cóncava solamente si su inverso aditivo es convexo; es decir, {\displaystyle f} es cóncava solamente si {\displaystyle -f} es convexa.

Usando esta definición, solamente funciones afines son tanto cóncavas como convexas. En particular, no es difícil comprobar que si se tiene una función {\displaystyle f:\mathbb {R} ^{n}\to \mathbb {R} } que satisface

{\displaystyle f(\alpha x+\beta y)=\alpha f(x)+\beta f(y);\,\,\alpha ,\beta \in \mathbb {R} ;\,x,y\in \mathbb {R} ^{n}}

cuando {\displaystyle \alpha +\beta =1}, entonces ambas {\displaystyle f} y {\displaystyle -f} son funciones convexas. El caso contrario también es cierto: si una función es tanto cóncava como convexa, entonces es afín; esta observación se desprende directamente de la definición de convexidad.

## Envolventes convexas y sumas de Minkowski

### Envolventes convexas
Cada subconjunto A del espacio vectorial está contenido dentro de un conjunto convexo más pequeño (llamado envolvente convexa de A), es decir, la intersección de todos los conjuntos convexos que contienen A. El operador de la cápsula convexa Conv() tiene las propiedades características de un operador de cápsula:
- extenso: S ⊆ Conv(S),
- no decreciente: S ⊆ T implica que Conv(S) ⊆ Conv(T), y
- idempotente: Conv(Conv(S)) = Conv(S).

La operación de casco convexo es necesaria para que el conjunto de conjuntos convexos forme un retículo, en el que la operación de "unir" es la envolvente convexa de la unión de dos conjuntos convexos
{\displaystyle \operatorname {Conv} (S)\vee \operatorname {Conv} (T)=\operatorname {Conv} (S\cup T)=\operatorname {Conv} {\bigl (}\operatorname {Conv} (S)\cup \operatorname {Conv} (T){\bigr )}.}
La intersección de cualquier colección de conjuntos convexos es en sí misma convexa, por lo que los subconjuntos convexos de un espacio vectorial (real o complejo) forman un retículo completo.

### Suma de Minkowski

Suma de Minkowski de conjuntos. La suma de los cuadrados Q_{1}=[0,1]^{2} and Q_{2}=[1,2]^{2} es el cuadrado Q_{1}+Q_{2}=[1,3]^{2}.

En un espacio vectorial real, la suma Minkowski de dos conjuntos (no vacíos), S1 y S2, se define como la suma S1 + S2 formado por la suma de vectores elemento de los conjuntos sumadores
{\displaystyle S_{1}+S_{2}=\{x_{1}+x_{2}:x_{1}\in S_{1},x_{2}\in S_{2}\}.}
De manera más general, la suma de Minkowski de una familia finita de conjuntos (no vacíos) Sn es  el conjunto  formado por la suma de elementos de vectores
{\displaystyle \sum _{n}S_{n}=\left\{\sum _{n}x_{n}:x_{n}\in S_{n}\right\}.}
Para la suma de Minkowski además, el conjunto cero {0}  que contiene solo el vector nulo 0 tiene importancia especial: Para cada subconjunto no vacío S de un espacio vectorial
{\displaystyle S+\{0\}=S;}
en terminología algebraica, {0}  es el elemento de identidad de la suma de Minkowski (en la colección de conjuntos no vacíos).

### Cápsulas convexas de sumas de Minkowski
La suma de Minkowski se comporta bien con respecto a la operación de tomar cápsulas convexas, como lo muestra la siguiente proposición:
Dejar S1, S2 ser subconjuntos de un espacio vectorial real, la cápsula convexa de su suma de Minkowski es la suma de Minkowski de sus cápsulas convexas
{\displaystyle \operatorname {Conv} (S_{1}+S_{2})=\operatorname {Conv} (S_{1})+\operatorname {Conv} (S_{2}).}
Este resultado es más general para cada colección finita de conjuntos no vacíos:
{\displaystyle {\text{Conv}}\left(\sum _{n}S_{n}\right)=\sum _{n}{\text{Conv}}\left(S_{n}\right).}
En terminología matemática, las operaciones de la suma de Minkowski y de formar cápsulas convexas son operaciones de conmutación.

### Sumas de Minkowski de conjuntos convexos
La suma de Minkowski de dos conjuntos convexos compactos es compacta. La suma de un conjunto convexo compacto y un conjunto convexo cerrado es cerrada.
El siguiente teorema famoso, probado por Dieudonné en 1966, da una condición suficiente para que la diferencia de dos subconjuntos convexos cerrados sea cerrada. Utiliza el concepto de cono de recesión de un subconjunto convexo no vacío S, definido como:
{\displaystyle \operatorname {rec} S=\left\{x\in X\,:\,x+S\subseteq S\right\},}
donde este conjunto es un cono convexo que contiene {\displaystyle 0\in X} y satisface {\displaystyle S+\operatorname {rec} S=S}. Tenga en cuenta que si  S  está cerrado y convexo, entonces {\displaystyle \operatorname {rec} S} está cerrado y para todos {\displaystyle s_{0}\in S},
{\displaystyle \operatorname {rec} S=\bigcap _{t>0}t(S-s_{0}).}
Theorema (Dieudonné). Sean A y B subconjuntos no vacíos, cerrados y convexos de un espacio vectorial topológico localmente convexo tal que {\displaystyle \operatorname {rec} A\cap \operatorname {rec} B} es un subespacio lineal. Si A o B es localmente compacto entonces A − B está cerrado.

## Generalizaciones y extensiones para convexidad
La noción de convexidad en el espacio euclidiano puede generalizarse modificando la definición en unos u otros aspectos. Se utiliza el nombre común de "convexidad generalizada", porque los objetos resultantes conservan ciertas propiedades de los conjuntos convexos.

### Conjuntos estrella-convexos (en forma de estrella)
Sea C un conjunto en un espacio vectorial real o complejo. C es una estrella convexa si existe una x0 en C tal que el segmento de línea de x0 a cualquier punto y perteneciente a C está contenido en C. Por lo tanto, un conjunto convexo no vacío siempre es convexo en estrella, pero un conjunto convexo en estrella no siempre es convexo.

### Convexidad ortogonal
Un ejemplo de convexidad generalizada es la convexidad ortogonal.
Un conjunto S en el espacio euclidiano se llama ortogonalmente convexo u ortoconvexo, si cualquier segmento paralelo a cualquiera de los ejes de coordenadas que conectan dos puntos de S se encuentra totalmente dentro S. Es fácil demostrar que una intersección de cualquier colección de conjuntos ortoconvexos es ortoconvexa. Algunas otras propiedades de los conjuntos convexos también son válidas.

### Geometría no euclidiana
La definición de un conjunto convexo y una cápsula convexa se extiende naturalmente a las geometrías que no son euclidianas al definir un conjunto geodésicamente convexo como uno que contiene las geodésicas que unen dos puntos cualesquiera del conjunto.

### Topología de orden
La convexidad se puede extender para un conjunto totalmente ordenado X dotado de la topología de orden.
Dejar Y ⊆ X. El subespacio Y es un conjunto convexo si para cada par de puntos a, b en Y tal que a ≤ b, el intervalo [a, b] = {x ∈ X | a ≤ x ≤ b}  está contenido en Y. Es decir, Y es convexo si y solo si para todos a, b en Y, a ≤ b implica [a, b] ⊆ Y.
Un conjunto convexo no es conexo en general: el subespacio da un contraejemplo {1,2,3} in Z, que es a la vez convexa y no conexa.

### Espacios de convexidad
La noción de convexidad puede generalizarse a otros objetos, si se seleccionan ciertas propiedades de convexidad como axioma.
Dado un conjunto X, una convexidad sobre X es una colección 𝒞 de subconjuntos de X satisfaciendo los siguientes axiomas:
1. El conjunto vacío y X están en 𝒞
2. La intersección de cualquier colección de 𝒞 es en 𝒞.
3. La unión de una de orden total (con respecto a la relación de inclusión) de elementos de 𝒞 es en 𝒞.

Los elementos de 𝒞 se llaman conjuntos convexos y el par (X, 𝒞) se llama espacio de convexidad. Para la convexidad ordinaria, se cumplen los dos primeros axiomas y el tercero es trivial.
Para una definición alternativa de convexidad abstracta, más adecuada para la geometría discreta, consulte las geometrías convexas asociadas con las antimatroides.